# Habitatge al carrer de les Creus, 33 (Sant Feliu de Llobregat)
L'Habitatge al carrer de les Creus, 33 és una obra noucentista de Sant Feliu de Llobregat (Baix Llobregat) protegida com a Bé Cultural d'Interès Local.

## Descripció
La casa, de planta baixa i un pis, presenta balcó amb dos sortides al pis i galeria, també amb dos sortides dobles com acabament de la façana. El sostre sembla pla. És interessant la part de la galeria amb ornamentacions enllaçades amb les portes del balcó. Però, sobretot les columnes divisòries, tipus salomònic, fetes d'obra vista amb maó i de base quadrada que trobem a la part de la galeria i dividint les finestres.